# Giusto di Gand
Joos van Wassenhove, noto in fiammingo anche come Jodochus van Ghent e in italiano come Giusto di Gand o da Guanto (Gand, 1430 circa – 1480 circa), è stato un pittore fiammingo del quale si ignorano sia luogo che data esatta di nascita. Parimenti vaghe sono le notizie circa la formazione e le prime attività.

## Biografia
Di lui si hanno notizie dal 1460 al 1475.
Nel 1460 entrò nella gilda di Anversa e dal 1464 al 1469 è certo che ha lavorato come libero maestro a Gand. Tra il 1471 e il 1472 si trasferì in Italia, dapprima soffermandosi a Roma poi, su invito di Federico da Montefeltro, si spostò presso la corte di Urbino, dove risulta presente fino all'ottobre 1475 e dove poté entrare in contatto con l'opera di Piero della Francesca e di Melozzo da Forlì, dal quale ultimo rimane influenzato al punto che il suo "processo di italianizzazione [...] si svolge in modi melozziani".
Sono sicuramente anteriori al suo soggiorno in Italia, l'Adorazione dei Magi (1464 – 1470 circa), conservato al Metropolitan Museum di New York, e il Trittico del Calvario, custodito nella Cattedrale di San Bavone a Gand (1465 circa); costituito dalla Crocifissione al centro e nei pannelli laterali da due scene bibliche, il Mosè fa scaturire l'acqua dalla roccia e il Serpente di bronzo. Da ambedue i dipinti già scaturisce una personalità matura, il cui linguaggio rivela una certa famigliarità e varie analogie con l'arte di Rogier Van der Weyden e di Dieric Bouts.
Nel Trittico di Gand lo stile utilizzato sembra anticipare certe soluzioni di Hugo Van der Goes. Ancora è aperto il problema circa i rapporti professionali e di amicizia tra Giusto e Van der Goes; è probabile che il predominio del più anziano Giusto su Goes sia durato poco, poiché presto avrebbe subito il sopravvento del giovane come appare dalle opere realizzate da Wassenhove in Italia.
Un accentuato patetismo si nota nei volti della Comunione degli apostoli di Urbino (conservata presso la Galleria Nazionale delle Marche), eseguita da Giusto di Gand per la confraternita del Corpus Domini tra il 1473 e il 1474. Nel dipinto risaltano la delicata sensibilità d'artista per i rapporti luminosi e la sua predilezione per preziosi accostamenti di toni rari. L'impianto grandioso e monumentale dell'opera rivela anche contatti con l'aristocratico ambiente artistico della corte di Urbino, dominato dalla personalità austera di Piero della Francesca.
Per Federico da Montefeltro, Giusto eseguì alcune delle ventotto tavole con effigie di uomini illustri destinate allo studiolo di Federico: San Gregorio, Sant'Ambrogio, Sant'Agostino, Mosè, Salomone, il cardinale Bessarione, Virgilio, Euclide conservate al Louvre e alla Galleria Nazionale delle Marche. Altre tavole furono iniziate da Giusto (Alberto Magno, Seneca, Tolomeo) e portate a termine da Pedro Berruguete.